# Petelia theclaria
Petelia theclaria là một loài bướm đêm trong họ Geometridae.